# Heilige Hallen (Tharandt)

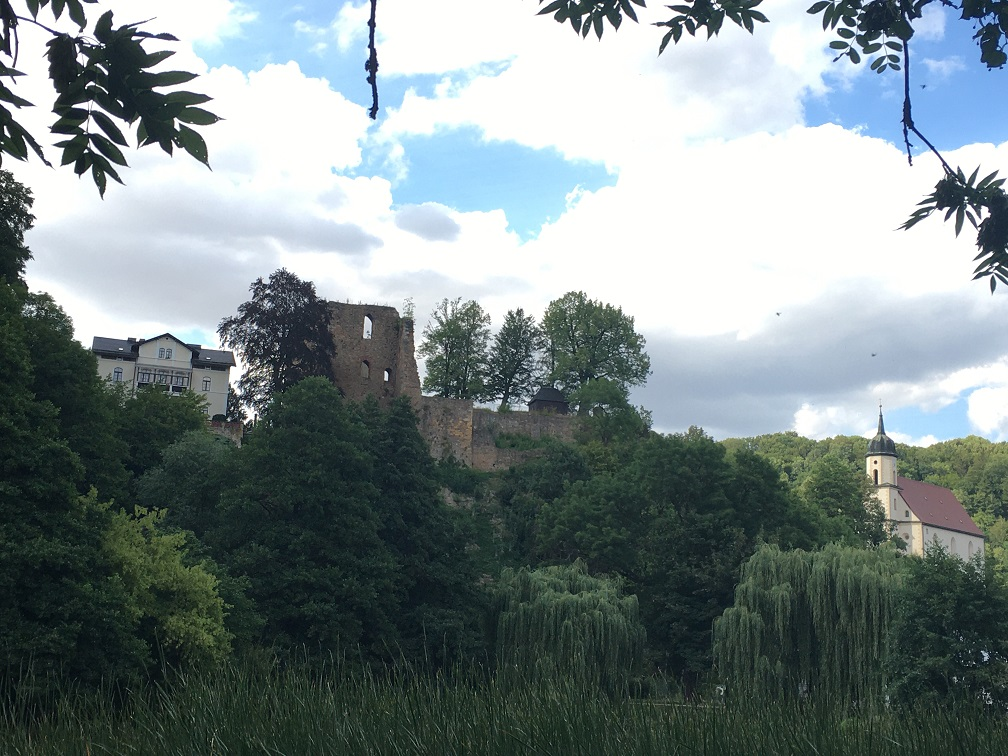
Burgruine und Bergkirche in Tharandt

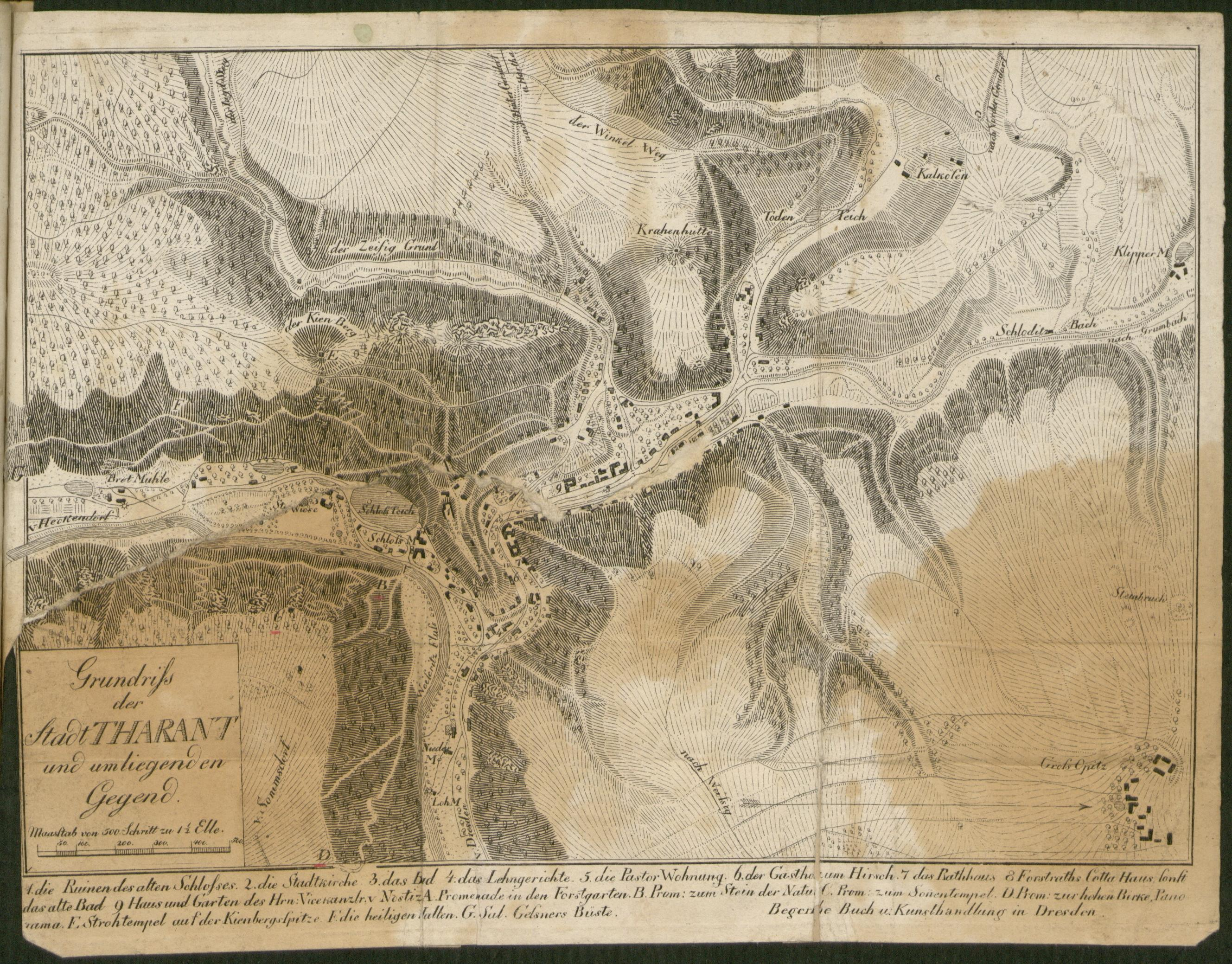
Stadtplan von Tharandt mit den Heiligen Hallen von 1812

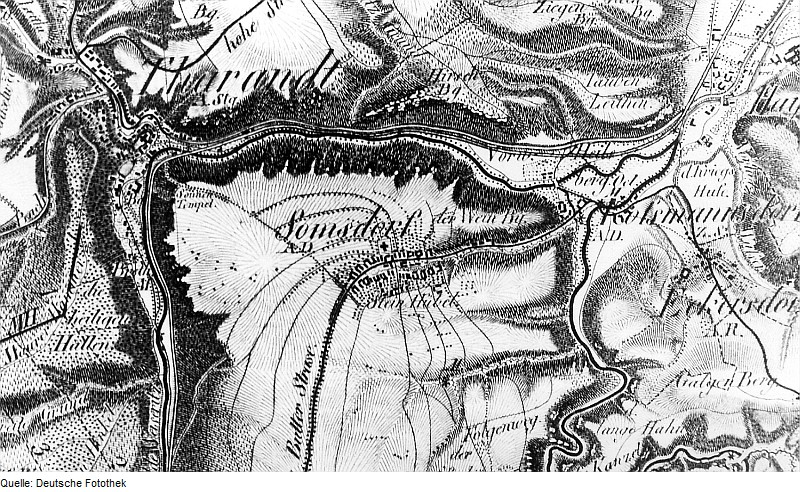
Heilige Hallen im Tharandter Wald auf der Karte von Oberreit, 1820–21

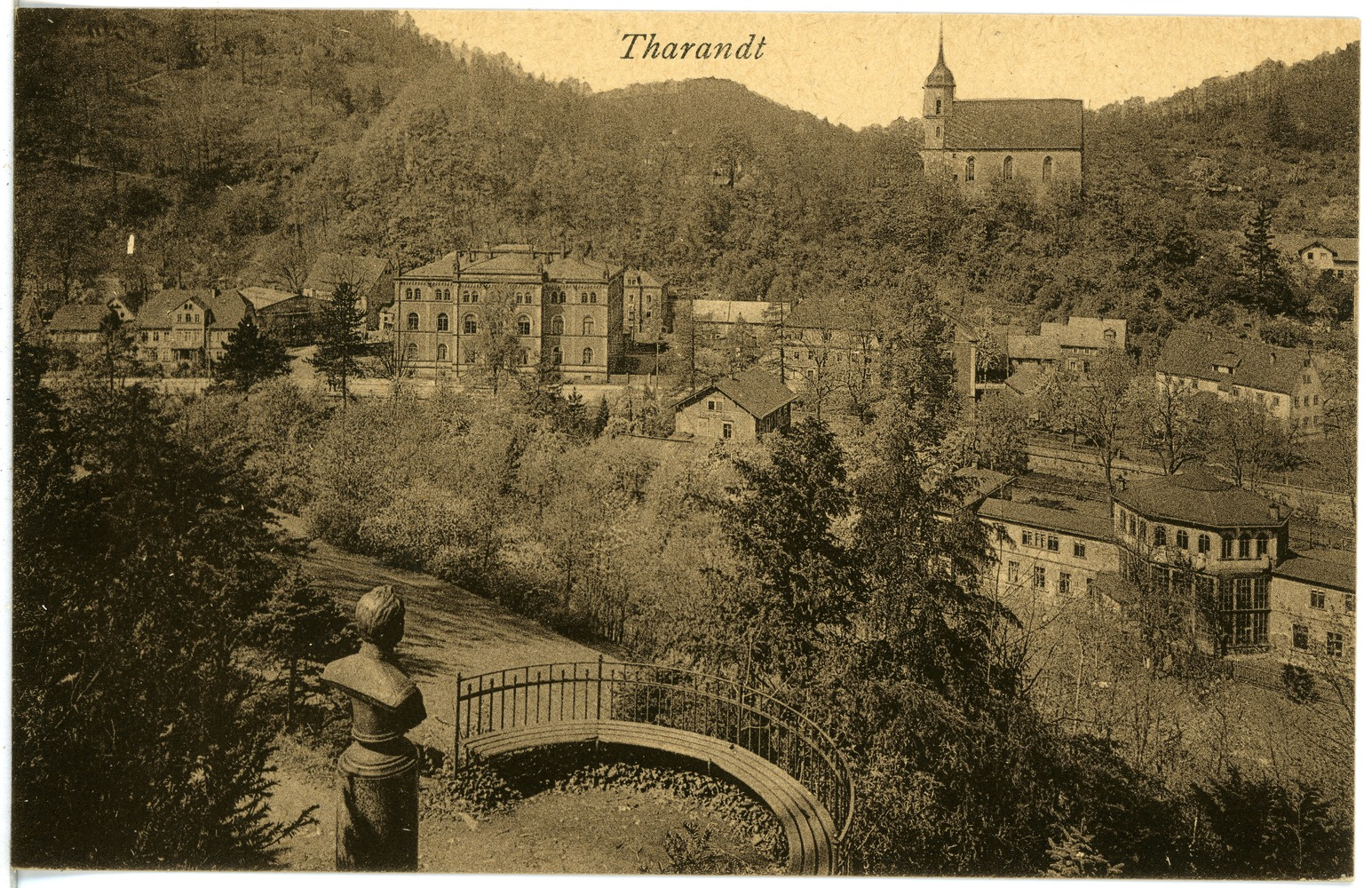
Blick von den Cotta-Bänken über das Judeichdenkmal (heute im Forstbotanischen Garten) zur Bergkirche in Tharandt, 1920

Lindemann-Denkmal (1941) am Niederleiten- bzw. Neumeisterweg bei Tharandt, nach 1945 zerstört

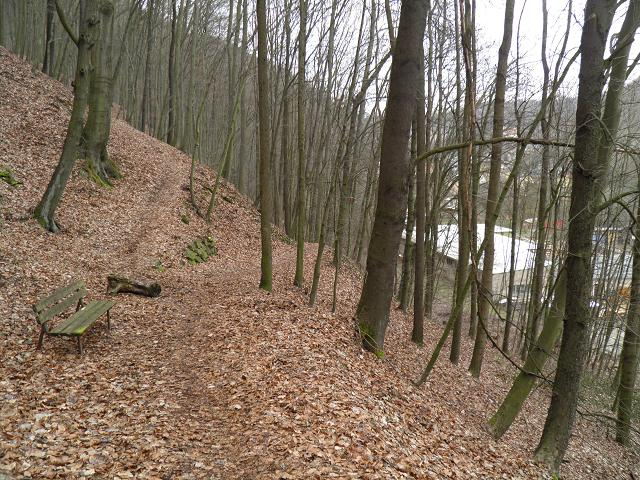
Heilige Hallen am ehem. Standort von Gessners Büste in Tharandt

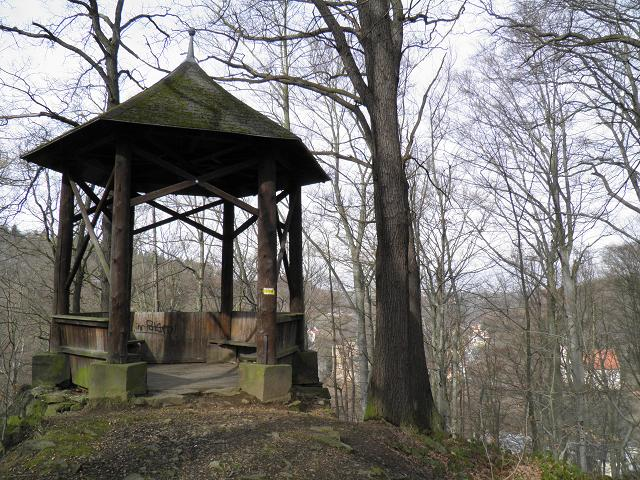
Sonnentempel am Oberleitenweg zwischen Tharandt und Somsdorf

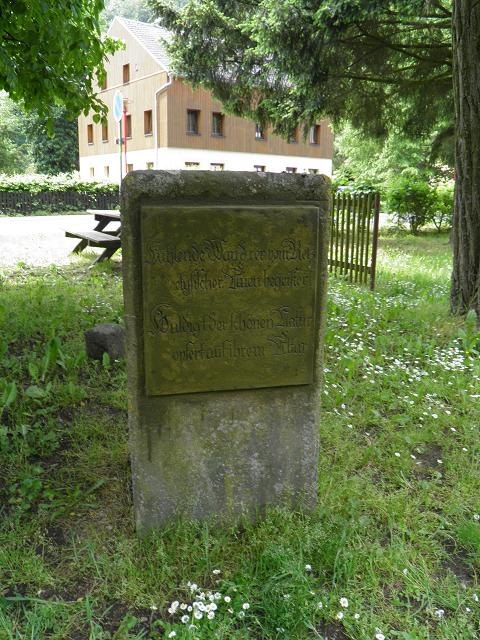
Dem abwesenden Freunde gewidmeter Opferstock am Weißeritzgässchen in Tharandt

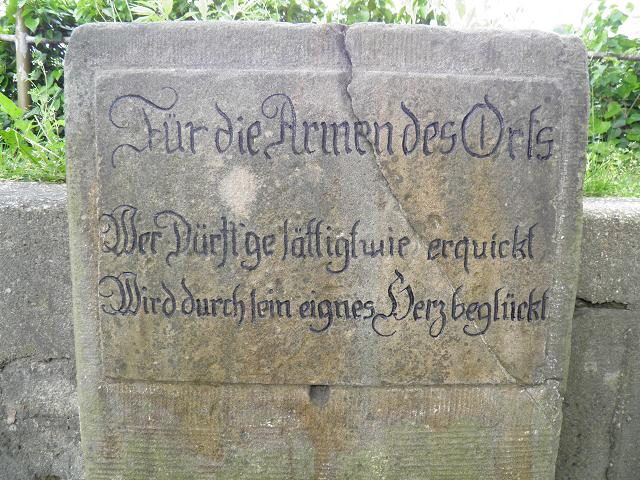
Beschriftung des Opferstockes an der Bergkirche Tharandt

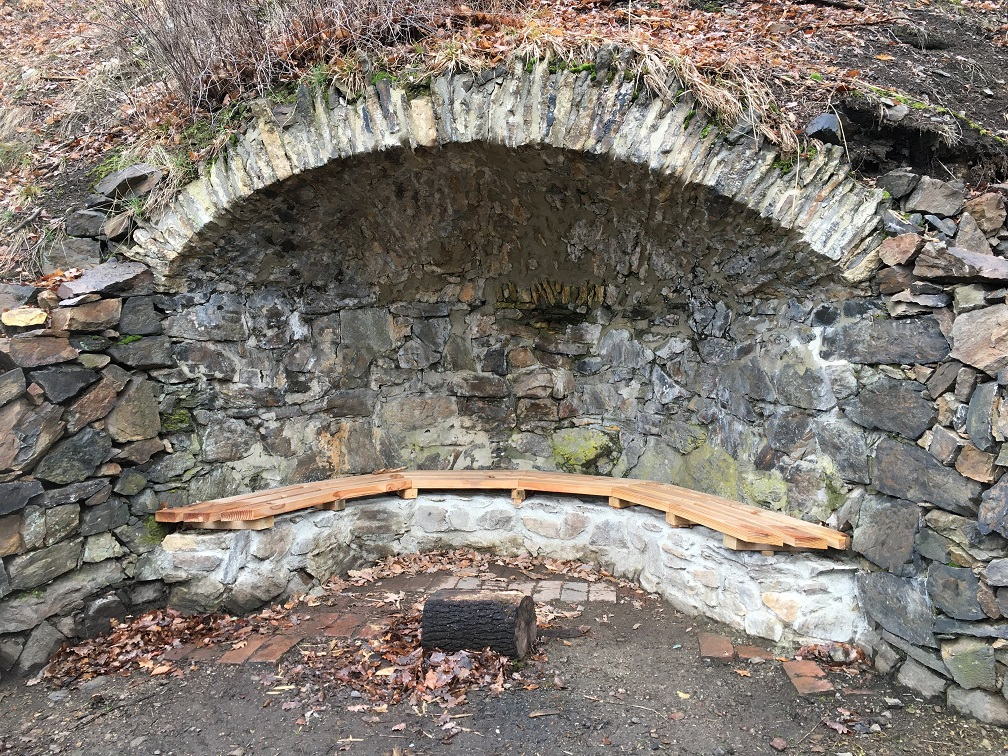
Grotte aus der Zeit um 1900 im ehem. Kurpark des Sanatoriums Sanitas, heute Rathaus, in Tharandt

Als Heilige Hallen wird ein Teil des als Verschönerte Landschaft Tharandt im 18. und 19. Jahrhundert parkähnlich gestalteten Areals im Badetal der Forststadt Tharandt im heutigen Naturschutzgebiet Weißeritztalhänge auf den Gemarkungen Tharandt und Somsdorf im Tharandter Wald bezeichnet, dessen ursprüngliche Gestaltung heute nur noch teilweise im Forstbotanischen Garten der Technischen Universität Dresden in Tharandt erhalten ist.

## Geschichte
Auf Initiative des auf dem benachbarten Freigut Heilsberg ansässigen Dresdner Hof- und Justizrates Freiherr Gottfried Ferdinand von Lindemann (1744–1804) wurden 1796–97 die Heiligen Hallen als Tharandter Promenaden mit Wegen, Denksteinen, Aussichtspunkten und Schutzhütten zwischen dem Zeisiggrund bzw. Schloitzbachtal und dem Weißeritztal rund um die romantische Ruine der Burg Tharandt und das Badetal mit Hilfe von Sponsoren und Förderern, wie
- Johanna von Manteuffel, geb. von Wagner (1761–1802), mit Novalis befreundeter Kurgast in Tharandt,
- August Wilhelm von Metzsch (1745–1824), kurfürstlich- bzw. königlich-sächsischer Rittmeister in Dresden,
- Johann Carl Meißner, Kreisamtmann zu Freiberg mit Grillenburg,
- Christian Friedrich Treutler, Amtsinspektor im Amt Grillenburg zu Spechtshausen,
- August Wilhelm von Auenmüller (1754–1815), Rittergutsbesitzer aus Braunsdorf,
- Christian Friedrich Traugott Voigt, Pfarrer in Tharandt,
- Christian Traugott Weinlig, Hof- und zuletzt Oberlandbaumeister aus Dresden,

als Landschaftspark im Sinne der Frühromantik und Empfindsamkeit erschlossen und der Öffentlichkeit zugänglich gemacht. Im Zentrum der Anlage befanden sich eine mehrfach erneuerte Büste des Schweizer Idyllendichters Salomon Gessner und das Lindemann-Denkmal sowie das 1805 nach Entwürfen von Gottlob Friedrich Thormeyer errichtete Stadtbad-Hotel an der Sreinwiese mit den vom Tharandter Amtschirurg Johann Gottfried Butter 1792 entdeckten Mineralquellen Sidonien- und Heinrichsquelle für Kuranwendungen. Am Anfang und Ende des von Artillerie-Sergeant Kühlemann aus Meißen 1799 kartierten Wegesystems war folgende Inschrift angebracht: „Spatzierwege durch öffentliche Wohlthaetigk. angelegt in den Jahren M.D.CCXCVII und M.D.CCXCVIII“.
Ernst Heinrich Graf von Hagen (1748–1817), Fabrik- und Rittergutsbesitzer aus Potschappel, setzte Lindemanns Werk mit der Übernahme des Tharandter Kurbades fort. Später wurde das Wegesystem auf Initiative von Gotthilf August von Maltitz (1794–1837), dramatischer Dichter und Schriftsteller sowie Student an der Forstlichen Hochschule Tharandt, mit Dianenstein und Zauns Ruhe bei der Stillen Liebe noch Richtung Edle Krone erweitert und zuletzt 1899 das Judeichdenkmal von Johannes Schilling an den Cotta-Bänken geschaffen (2011 in den Forstbotanischen Garten Tharandt umgesetzt) sowie um 1900 der z. T. noch erhaltene Kurpark hinter dem Sanatorium Sanitas (1884–1928, heute Rathaus) angelegt.
Nach dem Bau der Bahnstrecke Dresden–Werdau von 1855 bis 1862 durch das Tal und dem Niedergang der letzten Kurangebote in Tharandt, Anfang des 20. Jh., verfielen die Anlagen. Heute erinnern nur noch der älteste Teil des 1811 gegründeten Forstbotanischen Gartens Tharandt und die Aussichtspunkte Heinrichs Eck und Sonnentempel sowie zwei Opfersteine am Beginn des Weißeritzgässchen an der Pienner Straße und am Aufgang der Bergkirche Tharandt sowie Reste der Hangwege daran. Zudem wird das Kerngebiet weitestgehend vom Natur- und Heimatlehrpfad Tharandt umschlossen.

## Bedeutung
Die „Verschönerte Landschaft Tharandt“ entsprach den neuen, von der Aufklärung durchdrungenen Vorstellungen von einer Landschaft, deren vorgefundene Natürlichkeit durch behutsame menschliche Eingriffe gesteigert wurde. Diese neue Auffassung von Natur war eine bewusste Abkehr von den höfischen Parkgestaltungen des Barock mit ihren geometrischen Linienführungen und künstlichen Anpflanzungen.
Tharandt nimmt gegenüber anderen „Verschönerten Landschaften“ der Romantik, wie zum Beispiel dem Gartenreich Dessau-Wörlitz (ab 1769, Fürst Friedrich Franz), dem Park an der Ilm, Weimar (ab 1776, Großherzog Karl August), dem Park von Schloss Machern (ab 1782, Reichsgraf von Lindenau), dem Landschaftspark in Köstritz (um 1785, Graf Heinrich XLIII. Reuß), Friedrichsgrund bei Pillnitz (1785, Kurfürst Friedrich August III.) und dem Seifersdorfer Tal (ab 1793, Christina Gräfin von Brühl) eine Sonderstellung ein. Diese Sonderstellung besteht in drei wesentlichen Merkmalen:
- In Tharandt steht bereits eine mittelalterliche Ruine, während in andere Landschaftsparks, dem Zeitgeschmack entsprechend, künstliche Ruinen hineingebaut worden sind.
- Zur „Verschönerten Landschaft“ gehörte der Ort Tharandt selbst, einschließlich seiner nahen Umgebung, während andere Parkgestaltungen außerhalb von Ortslagen angelegt wurden.
- In Tharandt wurden erstmals der niedere Adel und das aufgeklärte Bürgertum, einschließlich der Bürger der Stadt, zu Schöpfern und Erhaltern einer „Verschönerten Landschaft“ und nicht – wie bisher – der Hochadel.